# Confederación Argentina de Handball
Confederación Argentina de Handball (CAH) ist der Name des nationalen Handballverbands in Argentinien. Er ist der älteste Handballverband weltweit.

## Spielbetrieb
Die Confederación Argentina de Handball organisiert nationale Meisterschaften sowie den Spielbetrieb der Nationalmannschaften der Frauen und der Männer im Handball und im Beachhandball.

## Geschichte
Ab 1920 wurde ein balon genannter Sport von Uruguay aus auch in Argentinien populär. Balon unterschied sich vom in Europa verbreiteten Feldhandball, wies aber auch viele Ähnlichkeiten auf. In Buenos Aires wurde der Sport auf dem Palermo Polo Field zuerst gespielt. Dort wurde die argentinische Balon-Schule gegründet. Mitglieder dieser Schule sowie weitere Sportler gründeten am 15. Oktober 1921 in der Zentrale der Zeitung La Prensa die Confederación Argentina de Balon. Vereine aus Uruguay und Argentinien absolvierten zahlreiche Spiele gegeneinander, nach und nach wurden dabei die Regeln des Handballs übernommen. Auch der Name des Verbandes wurde geändert, fortan hieß er dann Confederación Argentina de Handball. Im Jahr 1954 wurde der Verband Mitglied der Internationalen Handballföderation. Auch in Argentinien wurde Feldhandball dann in den 1960er Jahren durch die Hallenhandballversion abgelöst. Gespielt wurde vorwiegend in der Region Buenos Aires, wo der Handball durch die zahlreiche deutsche Gemeinschaft populär war. Erst in den 1970er Jahren kam der Handball auch in anderen Regionen des Landes auf. Auch die Frauen organisierten sich in Argentinien ab 1972 im Handballverband und trugen Turniere aus.